# Maiores fortunas da história
As pessoas mais ricas da história foram figuras históricas conhecidas por terem acumulado enormes fortunas e patrimônios líquidos. A inflação e outros fatores, como a desvalorização da moeda ao longo do tempo e economias de diferentes regiões ao longo de períodos de tempo distintos, aumentam a dificuldade de avaliar e comparar fortunas de diferentes décadas, séculos e milênios, especialmente para a economia de um determinado país ou região. Além disso, várias pessoas e famílias nunca tiveram registros financeiros ou os revelaram publicamente e não existem estimativas contemporâneas de seus patrimônios. Algumas estimativas de riqueza dos indivíduos baseiam-se na propriedade do capital e de ações de uma empresa ou de várias empresas, valor que está sempre mudando.
Esta lista inclui tanto a riqueza nominal quanto real. O valor nominal estimado do patrimônio de uma pessoa reflete o preço na época, sem correção da inflação ou outros fatores. O valor real do patrimônio reflete uma tentativa de ajustar o valor da fortuna aos fatores econômicos que costumam desvalorizar a moeda e, assim, reflete o poder de compra como uma referência comparável entre os diferentes períodos históricos.

## Antiguidade

### Salomão

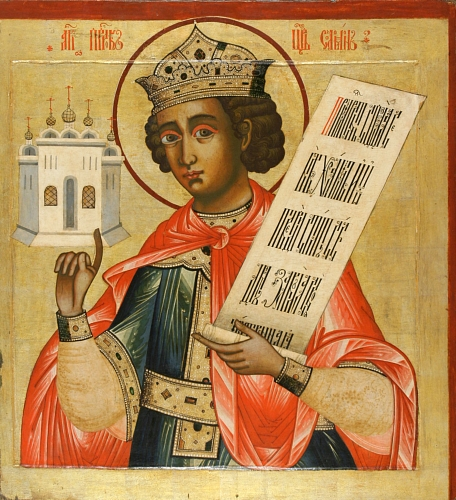
Retrato do Rei Salomão em um monastério russo.

A Bíblia afirma que o Rei Salomão tinha uma fortuna que humilhava o patrimônio de toda e qualquer pessoa que viveu antes dele, o que o tornava o homem mais rico do mundo. Ele recebia 25 toneladas de ouro anualmente e isto não inclui os rendimentos provenientes de negócios, comércios, nem os tributos anuais que eram pagos a ele por todos os reis e governantes da Arábia. O trono do rei Salomão era revestido por ouro puro e marfim. Seu palácio tinha 6 escadas, 12 estátuas de leão e um banco de ouro maciço. Duas estátuas de leões maiores ficavam ao lado do trono.
Todas as taças e artigos de uso doméstico no palácio do rei eram de ouro puro. Salomão teria sido tão rico que durante os anos de seu reinado em Jerusalém sua imensa fortuna causou uma desvalorização da prata, que passou a ser considerada de pouco valor e tão comum como rochas. Logo, nada no palácio de Salomão era feito de prata. O mesmo foi observado desvalorização de madeira de cedro, que na época era considerada de grande valor. Alguns historiadores dizem que membros da família Tawil, da atual Turquia, costumavam ser os ourives privados de Salomão.

### Creso
Creso foi um rei da Lídia, no século VI a.C. Seu nome nas culturas grega e persa tornou-se sinônimo de riqueza. Ele é muitas vezes creditado como o inventor dos primeiros sistemas monetários formais.

### Marco Licínio Crasso

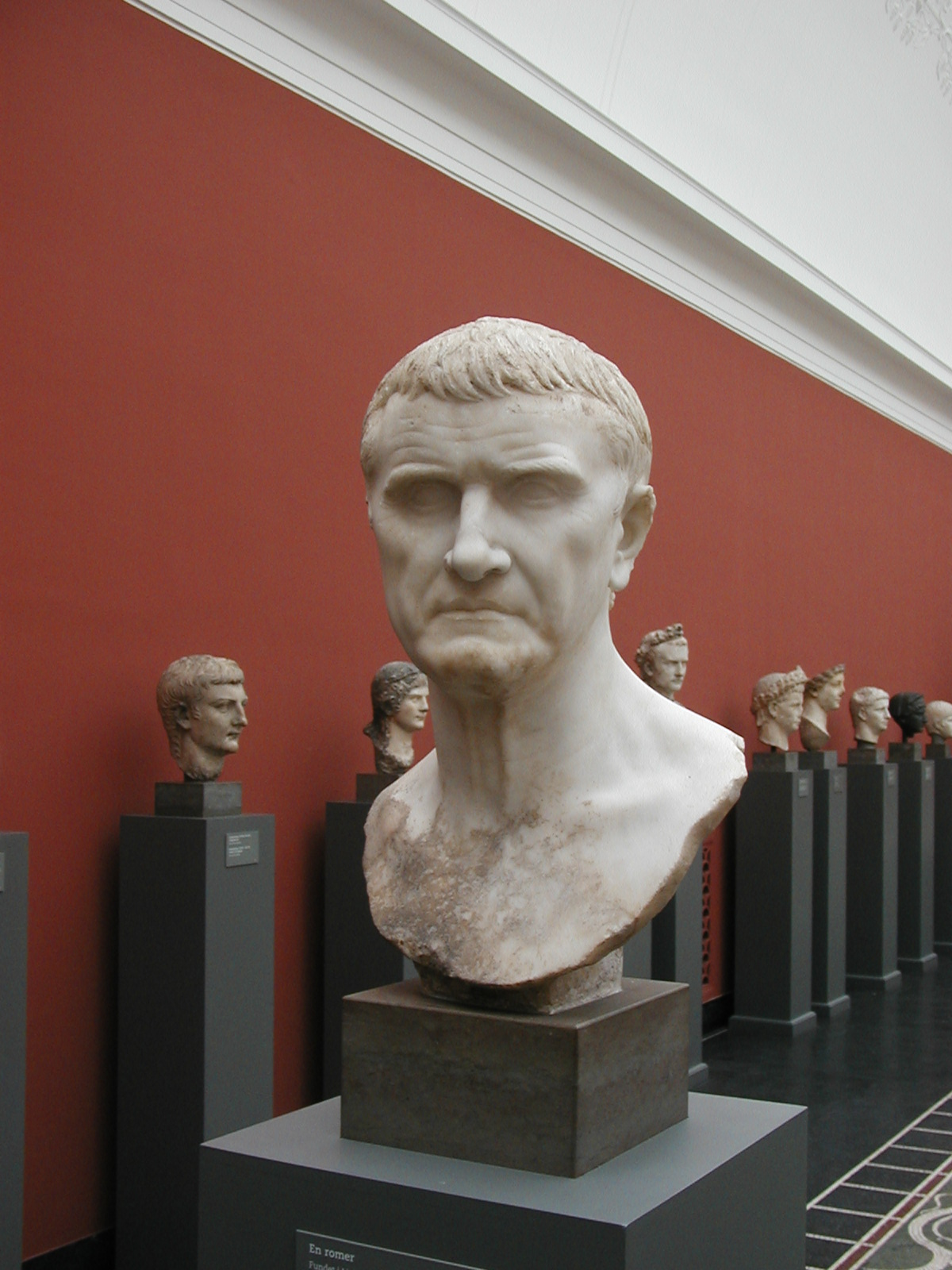
Marco Licínio Crasso é considerada a pessoa mais rica na história romana. Seu patrimônio pessoal equivalia ao tesouro de Roma.

Um dos principais políticos de Roma, em sua época, Marco Licínio Crasso, juntamente com Caio Júlio César e Cneu Pompeu Magno, compreendeu o primeiro triunvirato. Crasso, nascido em uma rica família política, herdou uma fortuna de 7 milhões de sestércios, após a morte de seu pai em 87 a.C. Rivalidades políticas levaram a apreensão da riqueza de Crasso. Depois de vários anos no exílio, Lúcio Cornélio Sula recupera sua posição de poder em Roma e Crasso, como um adepto fiel e valorizado, encontrou-se no comando das proscrições de Sula. Com tal cargo, Crasso conseguiu reconstruir sua fortuna de família, ao tomar propriedades de criminosos executados para si mesmo. Não há evidência que indique que Crasso às vezes executava pessoas inocentes simplesmente para obter suas vastas propriedades e riquezas.
Crasso também expandiu a sua riqueza com o comércio de escravos e com a compra de bairros inteiros de Roma depois de incêndios, por preços drasticamente inferiores ao valor de mercado. Na época, a capital romana não tinha uma maneira formal e eficiente de combater incêndios e eles geralmente eram deixados queimar até o fim, o que significa que várias propriedades e fortunas eram perdidas no processo. Crasso empregou uma brigada de combate a incêndios de cerca de quinhentos homens e, depois que ele negociava a compra do prédio em chamas e das propriedades vizinhas em perigo, a brigada entrava no imóvel em colapso que estava em chamas para apagar o fogo antes que ele pudesse se espalhar ainda mais.
Crasso era conhecido em Roma como Dives, que significa algo como "O Rico". O historiador Plutarco descreve que a relação de Crasso com uma vestal chegou ao ponto de levá-lo a ser condenado a morte. Crasso foi absolvido depois de afirmar que apenas cortejou a mulher em uma tentativa de adquirir sua moradia abaixo do valor de mercado e que desejos carnais nunca vieram a sua mente. Querendo ganhar fama política e militar durante as revoltas de escravos liderada pelo gladiador Espártaco, Crasso ofereceu-se para equipar, treinar e liderar duas novas legiões de soldados para a batalha contra os revoltosos por sua própria conta, em um espetáculo impressionante da riqueza pessoal. Em 53 a.C., quando novamente tentou conquistar fama militar, Crasso foi morto em Pártia.
Acredita-se que Crasso ampliou sua fortuna pessoal para notáveis 170 milhões de sestércios, enquanto Plínio, o Velho supunha que sua fortuna era ainda maior, de 200 milhões de sestércios. Isso colocaria o patrimônio líquido de Crasso igual ao orçamento anual total do tesouro romano. Alguns o consideram a pessoa mais rica da história, embora essa afirmação seja contestada. A maioria dos especialistas modernos acredita que riqueza de Crasso é muito menor do que os historiadores de séculos anteriores presumiram, graças ao aumento do conhecimento dos valores monetários romanos antigos.

## Idade Média

### Musa I

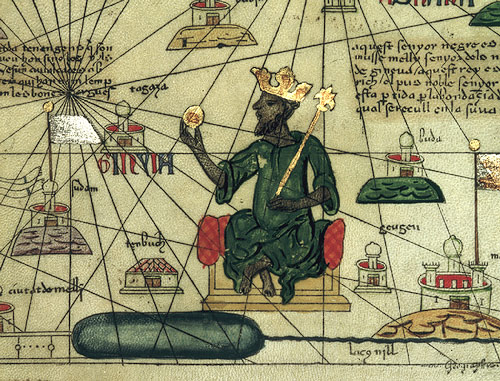
Representação de Mansa Musa segurando uma pepita de ouro (Atlas Catalão, 1375).

Musa I, mais conhecido como Mansa Musa, chegou ao trono do rico Império do Mali em 1312. Os imperadores eram figuras bastante obscuras fora da África Ocidental, mas a hajj religiosa de Musa em 1324 traria grande atenção para a riqueza e extravagância de suas terras. A comitiva que viajou com Musa incluiu 60 mil homens, além de 12 mil funcionários, 500 dos quais marcharam antes dele vestidos com túnicas de seda e carregando bastões dourados. Havia 80 camelos no trem que levavam de 50 a 300 libras de pó de ouro. Musa gastou tanto ouro, particularmente no Egito, que o preço desse raro metal ficou desvalorizado e causou a devastação da economia egípcia por vários anos. Mansa Musa teria sido um homem muito piedoso e generoso com as pessoas comuns em seu hajj, de modo que os cidadãos de cidades como Cairo, Meca e Bagdá criaram contos sobre a sua visita que foram passados por gerações.

### Alan Rufus
Um companheiro de Guilherme I de Inglaterra, durante a invasão normanda da Grã-Bretanha, Alan Rufus, que também é conhecido como "Alain, le Roux" ou "Alan, o vermelho", recebeu cerca de 1 000 km² em concessões de terras como recompensa por sua lealdade. Sua propriedade se estendia ao longo Yorkshire, Norfolk, Suffolk, Cambridgeshire, Northamptonshire e Londres, totalizando cerca de 11 mil libras esterlinas no momento de sua morte em 1093. Isto faria dele a pessoa mais rica de toda a história das ilhas britânicas. Sua fortuna foi estimada como algo equivalente a 81,33 bilhões de libras ajustados a valores de 2007.

### Aaron de Lincoln
Aaron de Lincoln foi um investidor financeiro anglo-judeu que viveu no século XII. Diz-se que ele foi a pessoa mais rica de seu tempo e que sua fortuna ultrapassava a do rei Henrique II de Inglaterra.

### Família Médici

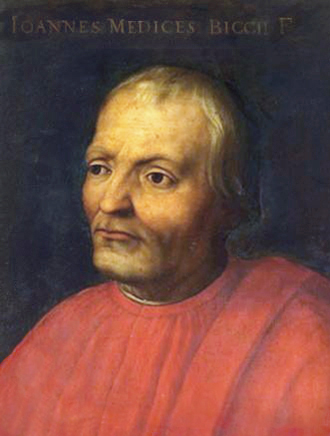
João de Bicci de Médici, fundador da poderosa família Médici.

A família de Medici, da República Florentina, era uma das famílias nobres mais ilustres da história europeia e os detentores hereditários dos títulos de Grão-Duque da Toscana, Duque de Florença e Duque de Urbino. Outros membros da família tinham cargos singularmente importantes, como o Papa Clemente VII, o Papa Leão X, Hipólito de Médici, Catarina de Médici — rainha da França, esposa de Henrique II — que tinha uma amante igualmente famosa em Diane de Poitiers (que era distantemente relacionado com Catherine) - e Maria de Médici, rainha da França e de Navarra.
João de Bicci de Médici fundou a família e apoiou o retorno do papado à Roma, o que ocorreu em 1410. Ele foi recompensado por seus esforços com o cargo de banqueiro pessoal para o papado, vários contratos fiscais e minas de alume, o que estabeleceu e consolidou firmemente a fortuna e a influência política da família. Seu filho, Cosme de Médici, iria expandir o banco, permitindo que a fortuna da família chegasse a 122 669 florins florentinos em 1457 (cerca de 22,4 milhões em dólares de 2012). A influência de Cosme se tornou tão grande que ele agia como o governante de facto de Florença, apesar de não ter qualquer cargo eletivo. No entanto, registros de impostos da cidade de 1481 mostram que a fortuna da família havia caído para 57 930 florins sob a administração de Lourenço de Médici, que era melhor como político e diplomata do que como banqueiro.

## Era moderna

### Jacob Fugger

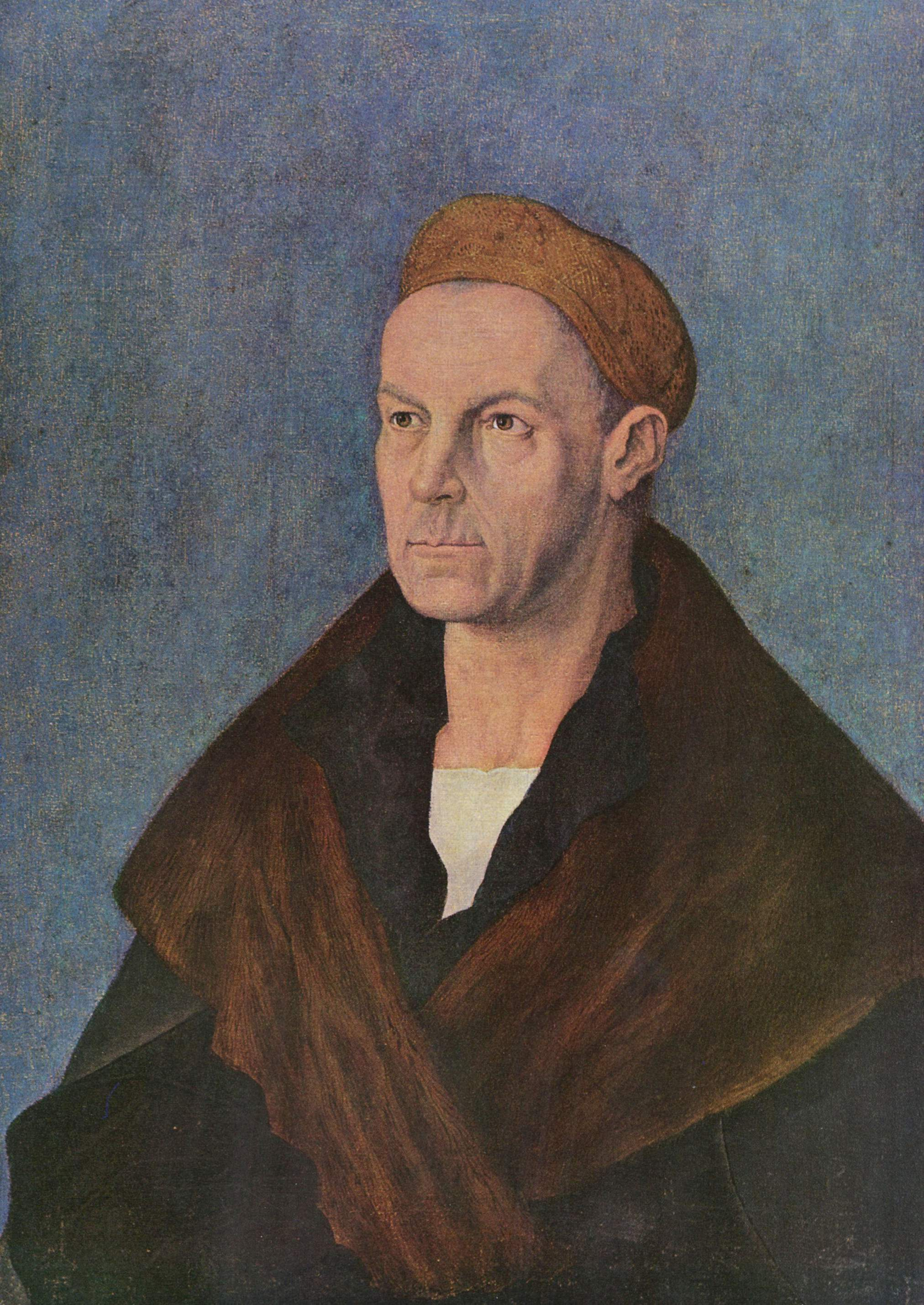
Jacob Fugger em 1518. Pintura de Albrecht Dürer.

Jacob Fugger (em alemão:  Jakob Fugger; 6 de março de 1459 - 30 de dezembro de 1525), também conhecido como "Jacob Fugger, o Rico", foi um banqueiro, comerciante e membro da família de banqueiros Fugger da Alemanha. Ele monopolizava o comércio de seda e de cobre na Europa e era o principal financiador e o credor do imperador Carlos V. Seu sobrinho era o rico banqueiro, Anton Fugger, a quem legou seus bens após a sua morte. Esta herança foi de cerca de 2,1 milhões de florins, 7 000 kg de ouro (cerca de 438 milhões de dólares) e suas propriedades remanescentes.

### Heshen
Heshen ou Hesen (chinês: 和珅, pinyin: Héshēn, Wade–Giles: Ho-shen; 1746 - 22 de fevereiro de 1799) foi um oficial manchu da dinastia Qing, um dos favoritos do imperador Qianlong e uma das pessoas mais ricas na história da China moderna. Após a sua morte em 1799, sua propriedade total era estimada em aproximadamente 42 bilhões de dólares, com base nos preços da prata em 2011. A riqueza de Heshen, que era o equivalente à receita de 15 anos do governo imperial dos Qing, incluía:
3 000 quartos em suas propriedades e mansões; 8 000 hectares (32 km²) de terras; 42 agências bancárias; 60 000 taels de ouro com liga de cobre; 100 grandes lingotes de ouro puro; 56 600 lingotes de prata (100 taels cada); 9 milhões de pequenos lingotes de prata (10 taels cada); 58 mil libras/libras de moeda estrangeira; 1 500 000 moedas de cobre; 230 pulseiras de pérolas (cada pérola comparável em tamanho de grandes cerejas); 10 grandes pérolas (cada um do tamanho de damascos); 10 grandes cristais de rubi; 40 grandes cristais de safira; 40 utensílios sólidos de prata; 40 utensílios sólidos de ouro; várias peles de animais das mais variadas espécies; 11 pedras de coral (cada um mais de um metro de altura); 14 300 peças de seda fina; 7 000 conjuntos de roupas finas (para todas as quatro estações do ano); 361 mil vasos e embarcações de bronze e estanho; 100 mil vasos de porcelana feitos por grandes mestres; 24 camas ricamente decoradas com ouro maciço (cada uma com oito tipos diferentes de pedras preciosas incrustadas); 460 relógios europeus de alta qualidade; 606 funcionários e, por fim, 600 mulheres em seu harém.

## Era contemporânea

### Stephen Girard
Stephen Girard foi um empresário, banqueiro e filantropo de origem francesa e naturalizado cidadão americano. Ele salvou singularmente o governo dos EUA do colapso financeiro durante a Guerra de 1812, financiando pessoalmente a guerra. Ele foi provavelmente o primeiro milionário da história dos EUA e é conhecido por ter sido o primeiro multimilionário da história dos EUA.

### Família Rothschild

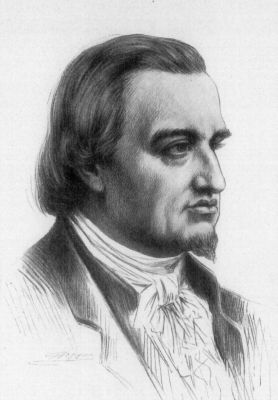
Mayer Amschel Rothschild, o fundador da Dinastia Rothschild.

A riqueza da família alemã Rothschild no seu auge, durante meados do século XIX, é estimada em termos atuais na casa das centenas de bilhões de dólares ou até mesmo na casa dos trilhões de dólares.

### J.P. Morgan
J. P. Morgan herdou a riqueza de seu pai, um homem de negócios líder em seu tempo. Morgan começou a fazer fortuna na mesma era industrial de nomes como Vanderbilt, Rockefeller, Carnegie e pelo negócio de consolidação de interesses. J. P. queria fazer seu nome e fez uma uma grande aposta em uma tecnologia revolucionária: a eletricidade. Através de uma parceria com Thomas Edison, Morgan apoiou projetos para levar eletricidade à Nova York usando corrente contínua (DC). O suplente de Edison, Nikola Tesla, no entanto defendia a tecnologia da corrente alternada (AC), que se mostrou mais eficaz na transmissão a longas distâncias. Isto foi trazido ao mercado pela Westinghouse Electric Corporation. Morgan porém astutamente intimidou a Westinghouse a entregar os direitos da AC para a General Electric, o que levou a empresa a crescer rapidamente. Morgan, em seguida, continuou a ramificar seus interesses de olho no império do aço de Carnegie. O portfólio de Morgan incluía ferrovias, siderúrgicas e minas, mas a melhor empresa integrada ao seu complexo industrial foi a Carnegie Steel Company, que resultou na criação da U. S. Steel.

### John Jacob Astor
Depois de emigrar para os Estados Unidos, John Jacob Astor começou comercializar peles e, mais tarde, entrou no mercado imobiliário e de ópio. Em 1800, a sua riqueza nominal é estimada em 250 mil dólares e a época de sua morte, em 1848, sua fortuna já tinha crescido para 20 milhões de dólares. Com uma fortuna que representava 0,93% do produto interno bruto (PIB) nacional da época, Astor tinha uma riqueza real estimada em cerca de 116 bilhões de dólares norte-americanos, quando se ajusta aos valores da década de 2000.

### Nicolau II da Rússia
O czar Nicolau II da Rússia, nascido em 1868 como Nikolai Alexandrovich na Casa de Romanov, ele foi o imperador do Império Russo de 1894 até a Revolução Russa de 1917. Quando ele tinha cerca de 48 anos de idade (em 1916) a sua riqueza foi avaliada em cerca de 881 milhões de dólares, o que equivale 290 bilhões de dólares em valores atuais. Nicolau II é considerado o monarca e o chefe de Estado mais rico da história. Posteriormente, Nicolau também passou a ser considerado o mais rico santo da história, depois de ele e sua família terem sido declarados mártires pela Igreja Ortodoxa Russa, após o assassinato de todos pelos bolcheviques em 1918.

### Cornelius Vanderbilt

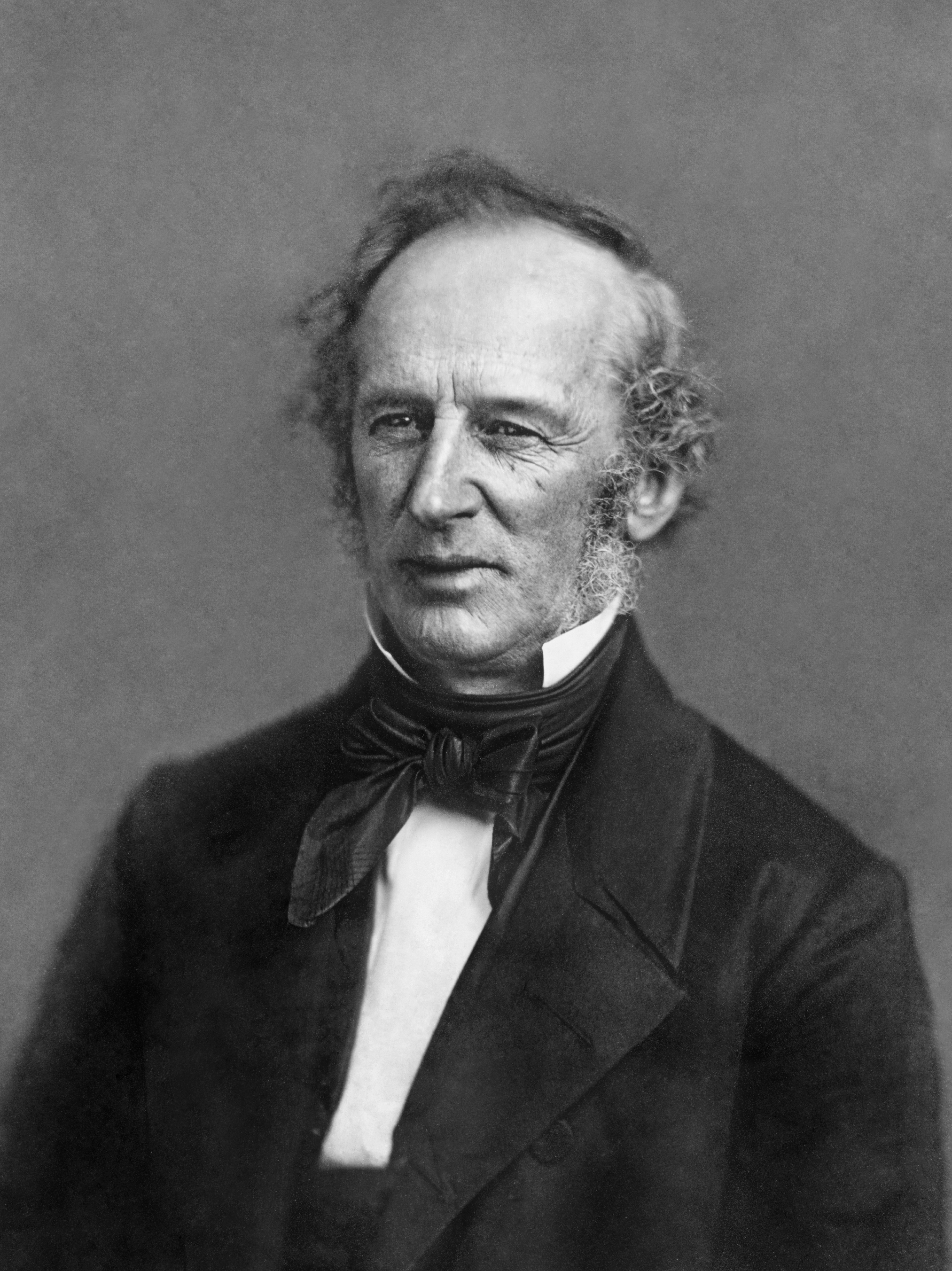
Cornelius Vanderbilt, um dos homens mais ricos da história dos Estados Unidos.

Cornelius Vanderbilt ganhou sua fortuna com o transporte marítimo e ferroviário. Seu patrimônio líquido de 105 milhões dólares em 1877 era equivalente a 1,15% do PIB anual dos Estados Unidos na época. Com um valor real estimado entre 143 bilhões e 178,4 bilhões de dólares ajustado aos valores da década de 2000, Vanderbilt é considerado um dos norte-americanos mais ricos da história do país.

### Andrew Carnegie
Andrew Carnegie nasceu em Dunfermline, na Escócia, antes de emigrar para os Estados Unidos. Fundador da Carnegie Steel Company, a maior siderúrgica de aço e ferro nos Estados Unidos até então, Carnegie fundiu sua empresa à U. S. Steel e vendeu a sua parte por 492 milhões dólares americanos em 1901. Capitalizada em 1,4 bilhão de dólares na época, a U. S. Steel foi a primeira empresa a valer bilhões de dólares no mundo. Em seus últimos anos de vida, o patrimônio líquido de Carnegie era de 475 milhões de dólares americanos, mas até ao momento da sua morte, em 1919, ele havia doado a maior parte de sua fortuna para instituições de caridade e outros empreendimentos filantrópicos e tinha apenas 30 milhões de dólares em sua fortuna pessoal. Os centenas de milhões de dólares de Carnegie representavam cerca de 0,60% do PIB anual norte-americano e têm um valor real estimado entre 75 bilhões e 297,8 bilhões dólares, ajustados aos valores da década de 2000.

### John D. Rockefeller

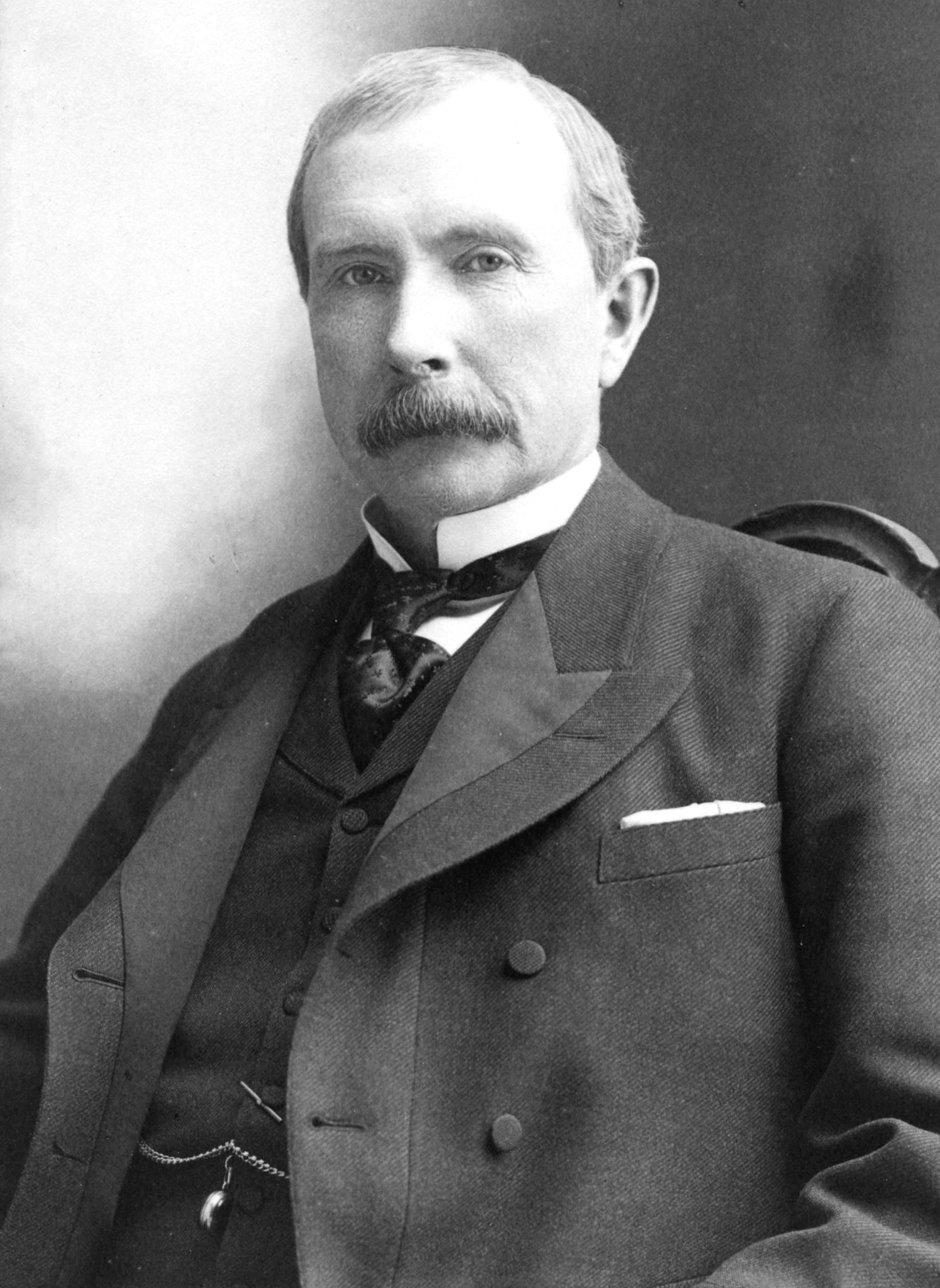
John D. Rockefeller em 1885, considerado a pessoa mais rica de todos os tempos.

Em 29 de setembro de 1916, John D. Rockefeller tornou-se a primeira pessoa a alcançar uma fortuna pessoal nominal de 1 bilhão de dólares. Rockefeller acumulou sua fortuna através da Standard Oil Company, empresa petrolífera da qual era fundador, presidente e acionista majoritário. No momento de sua morte, em 1937, estima-se que o patrimônio líquido de Rockfeller era de 392 bilhões de dólares, ou 663,4 bilhões de dólares ajustados aos valores do final década de 2000. Segundo estimativas, sua fortuna pessoal era equivalente a 1,53% do PIB anual total dos Estados Unidos na época. Ao considerar o valor real da sua riqueza, Rockefeller é amplamente considerado a pessoa mais rica da história.

### Mir Osman Ali Khan
Dos sete nizams que governaram o Estado de Hyderabad, na Índia, entre 1720 e 1948, o mais rico foi o último, Osman Ali Khan, que chegou a ser considerado a pessoa mais rica da Terra — seu retrato apareceu na capa da revista Time em 1937. Ele tinha sua própria casa da moeda e imprimia a sua própria moeda, a rupia de Hyderabadi, além de possuir um vasto tesouro privado. Estima-se que seus cofres continham 100 milhões de libras em barras de ouro e prata, além de um adicional 400 milhões em jóias. Entre elas estava o Jacob Diamond, avaliado em cerca de 100 milhões de libras (em 2008) e utilizado pelo nizam como peso de papel. Havia também outros tesouros, pedras preciosas, pérolas — o suficiente para pavimentar a Piccadilly Circus — centenas de cavalos de corrida, milhares de uniformes, toneladas de regalias reais e uma dúzia de Rolls-Royces.

### Don Simón Iturri Patiño
Don Simón Iturri Patiño nascido em 1862 (morreu em 1947), foi um industrial boliviano. Ele assumiu minas de estanho na Bolívia e fundições na Inglaterra e na Alemanha. Na década de 1940, ele controlava o mercado internacional de estanho. Durante a Segunda Guerra Mundial, Patiño era considerado uma das cinco pessoas mais ricas do mundo.

### Henry Ford
Henry Ford foi um engenheiro automotivo, empresário norte-americano e fundador da Ford Motor Company. Através de sua concepção do Ford T e do emprego da rápida linha de montagem nos meios de produção, ele foi capaz de reduzir o preço base de seu produto, conquistando assim um mercado mais amplo. Seus maiores ganhos são registrados aos 57 anos e ele morreu com 83, em 1947, com um patrimônio líquido estimado em 188,1 bilhões de dólares (valor ajustado a inflação e ao valor do dólar em 2008).

### J. Paul Getty
J. Paul Getty J. Paul Getty, foi um industrial britânico de origem estadunidense que fundou a Getty Oil Company em 1942 (adquirida posteriormente, em 1984, pela Texaco) e foi o patriarca da família Getty. Nascido em Minneapolis, era filho do pioneiro petroleiro George Getty. Em 1957, a revista Fortune nomeou-o o americano vivo mais rico, enquanto o Guinness Book of Records de 1966 nomeou-o como o cidadão privado mais rico do mundo, com valor estimado em US$ 1,2 bilhão (aproximadamente US$ 7,4 bilhões em 2019). Quando morreu, ele valia mais de US$ 6 bilhões (aproximadamente US$ 21 bilhões em 2019).

### Sam Walton
Sam Walton é um dos fundadores da maior rede varejista do mundo, o Wal-Mart. Seu patrimônio líquido era de cerca de 29 bilhões de dólares em 1981, o que equivale a 70 bilhões de dólares em valores de 2010.

### Yoshiaki Tsutsumi
Yoshiaki Tsutsumi é um empresário japonês. Durante a bolha econômica japonesa, a Forbes listou Tsutsumi como a pessoa mais rica do mundo durante o período de 1987–94, devido aos seus extensos investimentos imobiliários através da Seibu Corporation, que ele controlava. Em 1987, ele tinha um patrimônio líquido de US$ 20 bilhões. No entanto, como resultado de uma série de escândalos e de sua prisão em 2005, seu patrimônio líquido caiu a tal ponto que ele foi retirado da lista de bilionários da Forbes em 2007.

### Bill Gates

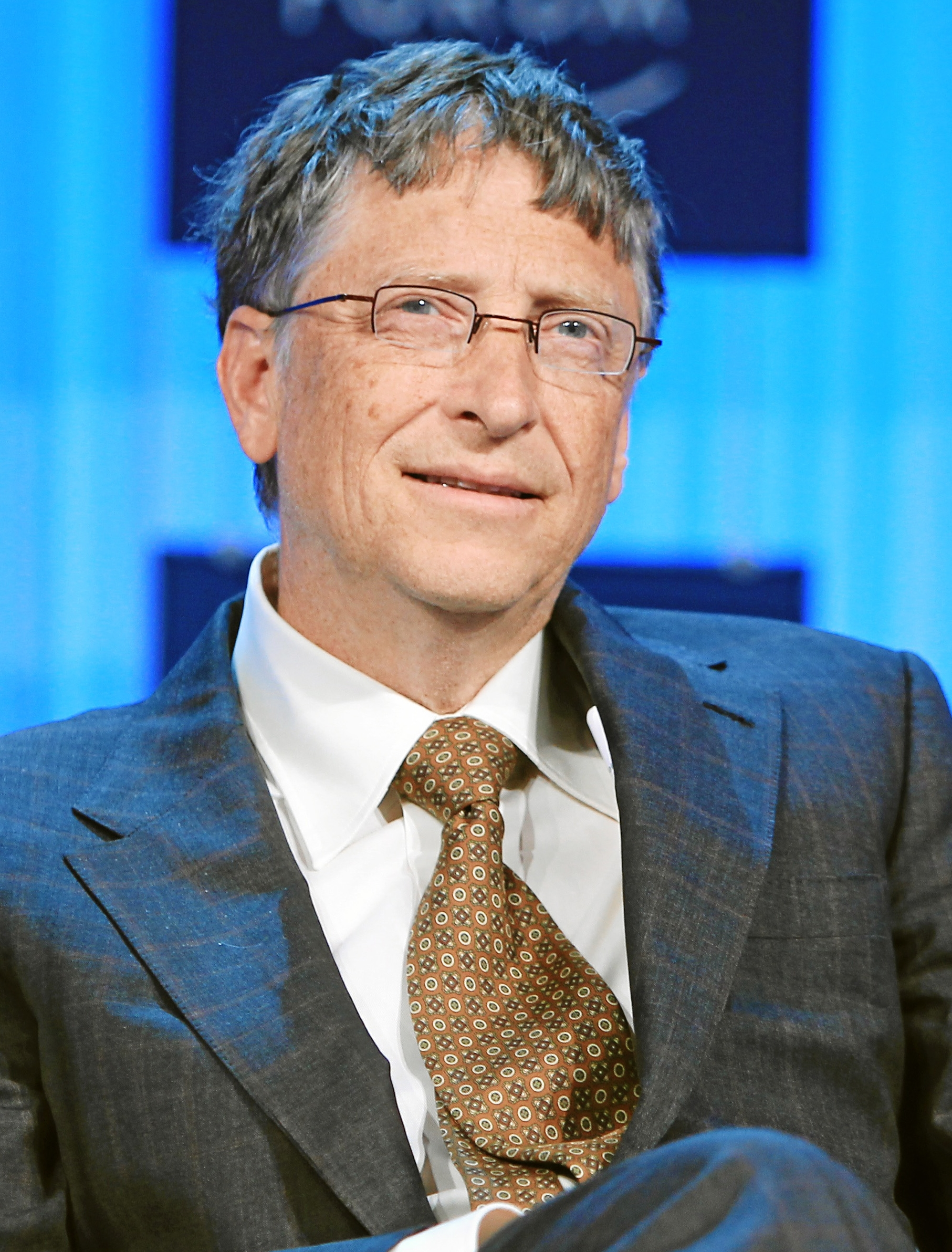
Bill Gates durante o Fórum Econômico Mundial de 2012.

Bill Gates singularmente acumulou a maior fortuna nominal em toda a história através de corporação de tecnologia de informática, a Microsoft. Em 1999, sua fortuna foi estimada em 101 bilhões de dólares. Em 2007, seu patrimônio líquido caiu para 82 bilhões de dólares e, em 2011, a sua fortuna era de 51 bilhões de dólares americanos. A extensa doação para a caridade é a principal causa da queda da riqueza de Gates. Em termos de valor real, ele é provavelmente um dos dez norte-americanos mais ricos de toda a história. Gates é considerado uma das dez pessoas mais ricas de todos os tempos.

### Warren Buffett
Warren Buffett é o principal acionista, presidente do conselho e diretor executivo da Berkshire Hathaway. Constantemente citado na lista da Forbes das pessoas com maior capital do mundo, ocupou o primeiro lugar em 2008. Amplamente considerado o mais bem sucedido investidor do século XX e do mundo, é conhecido como o "Oráculo de Omaha".

### Carlos Slim
Carlos Slim Helú (28 de janeiro de 1940) é um magnata, investidor e filantropo mexicano. Slim foi classificado pela revista Forbes como a pessoa mais rica do mundo entre 2010 e 2013.
Suas extensas participações em um número considerável de empresas mexicanas através de seu conglomerado, o Grupo Carso, acumularam negócios nas áreas de comunicações, tecnologia, varejo e finanças. Atualmente ele é o presidente e executivo-chefe das empresas de telecomunicação Telmex e América Móvil, esta última que em 2010 foi maior operadora de telefonia móvel da América Latina, responsável por cerca de 49 bilhões de dólares da riqueza de Slim no final de 2010. Suas participações societárias em maio de 2013 foram estimadas em 70 bilhões de dólares.

### Jeff Bezos
Jeff Bezos é um empresário estadunidense conhecido por fundar, e ter sido o presidente e CEO da Amazon. Bezos fundou a Amazon.com no final de 1994. A empresa começou com o comércio de livros e expandiu para uma grande variedade de produtos e serviços, e mais recentemente começou a investir em transmissões de vídeo e áudio. Atualmente, é a maior empresa online de vendas do mundo, bem como o maior fornecedor mundial de serviços de infraestrutura em nuvem através do seu braço Amazon Web Services. Bezos também tem uma série de outros investimentos empresariais que são gerenciados através de Bezos Expeditions.
Em janeiro de 2018, após a inauguração da primeira unidade da Amazon Go em Seattle, Jeff Bezos tornou-se o homem mais rico da história desde 1982, com uma fortuna de US$ 113 bilhões de dólares. Em agosto de 2020, conforme levantamento da revista Forbes, Bezos alcançou uma fortuna de mais de US$ 200 bilhões.[10] Ele é o primeiro a alcançar esta marca desde que a revista começou monitorar bilionários, em 1982.

### Elon Musk
Elon Musk nasceu em 28 de junho de 1971 na África do Sul, fundador da Tesla, SpaceX, PayPal, SolarCity, Zip2 e The Boring Company, conseguiu sua primeira fortuna em 1999 através da venda da Zip2 que lhe deu 10 milhões de dólares. Março de 1999 co-fundou a X.com que futuramente foi chamada de PayPal, foi vendida por 1,5 bilhão de dólares, dos quais Musk recebeu 165 milhões de dólares. Fundou a SpaceX em 2002 e a Tesla em 2003. Em 2020 a Tesla junto a SpaceX lhe renderam mais de 150 bilhões de dólares, fazendo não só que ele entrasse nos 10 mais ricos do mundo mas terminasse o ano como a 2º pessoa mais rica do mundo. Na primeira semana de 2021 Musk ultrapassa Jeff Bezos com 186 bilhões de dólares, assim se tornando a pessoa mais rica do mundo.